# Bataille de Ware Bottom Church
Guerre de Sécession
Batailles
- Port Walthall Junction
- Swift Creek
- Chester Station
- Proctor's Creek
- Ware Bottom Church

La bataille de Ware Bottom Church s'est déroulée le 20 mai 1864, entre les forces de l'Union et confédérées au cours de la guerre de Sécession. Les troupes de l'Union sont dirigées par Benjamin Butler, tandis que les confédérés sont dirigés par P. G. T. Beauregard. Les confédérés sont victorieux, et les forces de Butler restent dans leurs défenses de Bermuda Hundred. À la suite de la bataille, les confédérés commencent à creuser un ensemble critique d'ouvrages défensifs qui devient connu sous le nom de ligne Howlett.

## Bataille
Alors que le X corps commandé par le général Gillmore est retranché sur la gauche et que le XVIII corps du général Smith l'est sur la gauche du dispositif mis en place par Benjamin Butler, les troupes confédérées lance l'assaut sur le front défendu pat Gillmore. Les piquets fédéraux sont repoussés et les confédérés parviennent à la première ligne de retranchement.
Les pertes fédérales sont estimées à 702 hommes.

## Ware Bottom Church
L'église, l'une des plus anciennes de Virginie, est détruite pendant les combats. L'église s'élevait jusqu'au 18 juin 1864, lorsqu'elle est devenue une source de gêne pour la batterie de Virginie de Parker, à seulement quelques centaines de mètres à l'ouest de l'église. Les tireurs d'élite fédéraux ont utilisé l'église à harceler les artilleurs. En 2009, 0,8 hectare (2 acres) de ce site historique a été donné à l'association des champs de bataille de Richmond par une entreprise locale.

## Conséquences
Après cette victoire, les confédérés érigent leur propre ligne défensive, la ligne Howlett, ce qui enferme Butler dans la péninsule de Virginie réduisant d'autant la menace fédérale. Les victoires confédérées à Procto's Creek et Ware Bootm Churm permet alors à Beauregard d'envoyer des renforts à l'armée de Virginie du Nord de Robert E. Lee.